# Anita Gale
Anita Gale, baronne Gale (née le 28 novembre 1940) est membre du parti travailliste à la Chambre des lords.

## Biographie
En tant que membre du Parti travailliste, elle s'implique dans les problèmes des femmes dans la section des femmes du parti. De 1976 à 1999, elle travaille à plein temps pour le Parti travailliste, d'abord en tant que responsable des femmes pour le Pays de Galles, puis à partir de 1984 en tant que secrétaire générale pour le Pays de Galles - quittant son poste en 1999, et est nommée pair à vie avec le titre de baronne Gale, de Blaenrhondda dans le comté de Mid Glamorgan. Elle occupe les postes de présidente du groupe parlementaire sur la maladie de Parkinson, présidente de l'Association nationale des retraités de la vieillesse, Pays de Galles, et présidente de la branche Treherbert et district de la Légion britannique. En 2010, elle est porte-parole de l'opposition au Front Bench sur le Pays de Galles et l'égalité.